# Radonice (kraj środkowoczeski)
Radonice – wieś i gmina w Czechach, w powiecie Praga-Wschód, w kraju środkowoczeskim. Według danych z dnia 1 stycznia 2013 liczyła 716 mieszkańców.